# 長江光一
長江 光一（ながえ こういち、1987年10月28日 - ）は、岡山県出身の男性ソフトテニス選手。

## 来歴
岡山理大付属高校-早稲田大学、NTT西日本
2013東アジア競技大会三冠王（シングルス、ミックスダブルス、団体戦）。特にシングルスでの優勝は日本男子としてはじめてのメジャー国際大会個人戦シングルスでの優勝になる。
2014,2018アジア競技大会日本代表。世界選手権三大会連続出場。

## 四大国際大会戦績
- 2011世界ソフトテニス選手権　　国別対抗団体戦銀メダル　シングルスベスト8
- 2012アジアソフトテニス選手権　国別対抗団体戦金メダル
- 2013東アジア競技大会　ミックスダブルス金メダル（小林奈央・長江光一）　　国別対抗団体戦金メダル　シングルスベスト金メダル
- 2014アジア競技大会　国別対抗団体戦銀メダル
- 2015世界ソフトテニス選手権　シングルスベスト8　ミックスダブルスベスト8（森田奈緒・長江光一）　国別対抗団体戦銀メダル
- 2016アジアソフトテニス選手権　国別対抗団体戦金メダル ダブルス銅メダル（水澤悠太・長江光一） ミックスダブルスベスト8（中川瑞貴・長江光一）
- 2018アジア競技大会　国別対抗団体戦銀メダル　シングルスベスト8
- 2019世界ソフトテニス選手権　ダブルスベスト8（丸中大明・長江光一）　　国別対抗団体戦金メダル

## 全日本シングルス選手権な戦績
- 2023天皇杯全日本ソフトテニス選手権　優勝（広岡・長江）
- 2022天皇杯全日本ソフトテニス選手権　第三位（村上・長江）
- 2017天皇杯全日本ソフトテニス選手権　準優勝（丸中・長江）
- 2016天皇杯全日本ソフトテニス選手権　準優勝（水澤・長江）
- 2014天皇杯全日本ソフトテニス選手権　優勝（水澤・長江）
- 2010天皇杯全日本ソフトテニス選手権　ベスト8（堀・長江）
- 2006天皇杯全日本ソフトテニス選手権　ベスト8（園田・長江）

- 2024 全日本社会人ソフトテニス選手権 優勝（広岡・長江）
- 2023 全日本社会人ソフトテニス選手権 準優勝（広岡・長江）
- 2022 全日本社会人ソフトテニス選手権 ベスト8 （村上・長江）
- 2019 全日本社会人ソフトテニス選手権 第三位（丸中・長江）
- 2018 全日本社会人ソフトテニス選手権 優勝（丸中・長江）
- 2017 全日本社会人ソフトテニス選手権 優勝（丸中・長江）
- 2013 全日本社会人ソフトテニス選手権 第三位（水澤・長江）
- 2011 全日本社会人ソフトテニス選手権 準優勝（堀・長江）
- 2025 全日本シングルス選手権 第三位
- 2019 全日本シングルス選手権 第三位
- 2018 全日本シングルス選手権 準優勝
- 2017 全日本シングルス選手権 準優勝
- 2016 全日本シングルス選手権 準優勝
- 2015 全日本シングルス選手権 第三位
- 2014 全日本シングルス選手権 優勝
- 2013 全日本シングルス選手権 ベスト8
- 2011 全日本シングルス選手権 優勝
- 2010 全日本シングルス選手権 準優勝
- 2007 全日本シングルス選手権 ベスト8

- 2018 全日本インドア 優勝（丸中・長江）
- 2015 全日本インドア 優勝（水澤・長江）
- 2014 全日本インドア 第三位（水澤・長江）